# Friedrich Kuchar

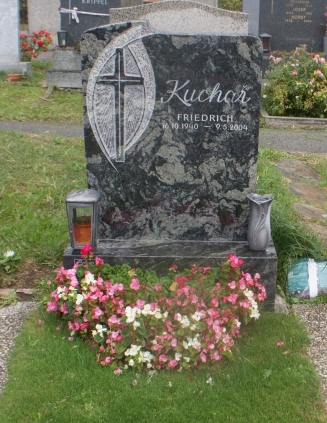
Grabstätte von Friedrich Kuchar

Friedrich Kuchar (* 16. Oktober 1940; † 9. Mai 2004 in Wien) war ein österreichischer Politiker.
Kuchar war Mitglied der FPÖ und von 1965 bis 1986 Bezirksobmann der Brigittenauer Freiheitlichen. Zwischen November 1978 und Juni 1980 gehörte er zusätzlich der Bezirksvertretung Brigittenau an. Anschließend war er bis Mai 1983 Landtagsabgeordneter und Gemeinderat in Wien. Von 1969 bis 1989 war Kuchar Arbeiterkammerrat der Wiener Kammer für Arbeiter und Angestellte.
Friedrich Kuchar verstarb am 9. Mai 2004 in Wien und wurde am 19. Mai am Jedleseer Friedhof (Gr. 23, R. 5, Nr. 30) begraben.
| Personendaten    | Personendaten                                          |
| ---------------- | ------------------------------------------------------ |
| NAME             | Kuchar, Friedrich                                      |
| KURZBESCHREIBUNG | österreichischer Politiker (FOÖ), Landtagsabgeordneter |
| GEBURTSDATUM     | 16. Oktober 1940                                       |
| STERBEDATUM      | 9. Mai 2004                                            |
| STERBEORT        | Wien                                                   |